# Wilhelm Fiedler

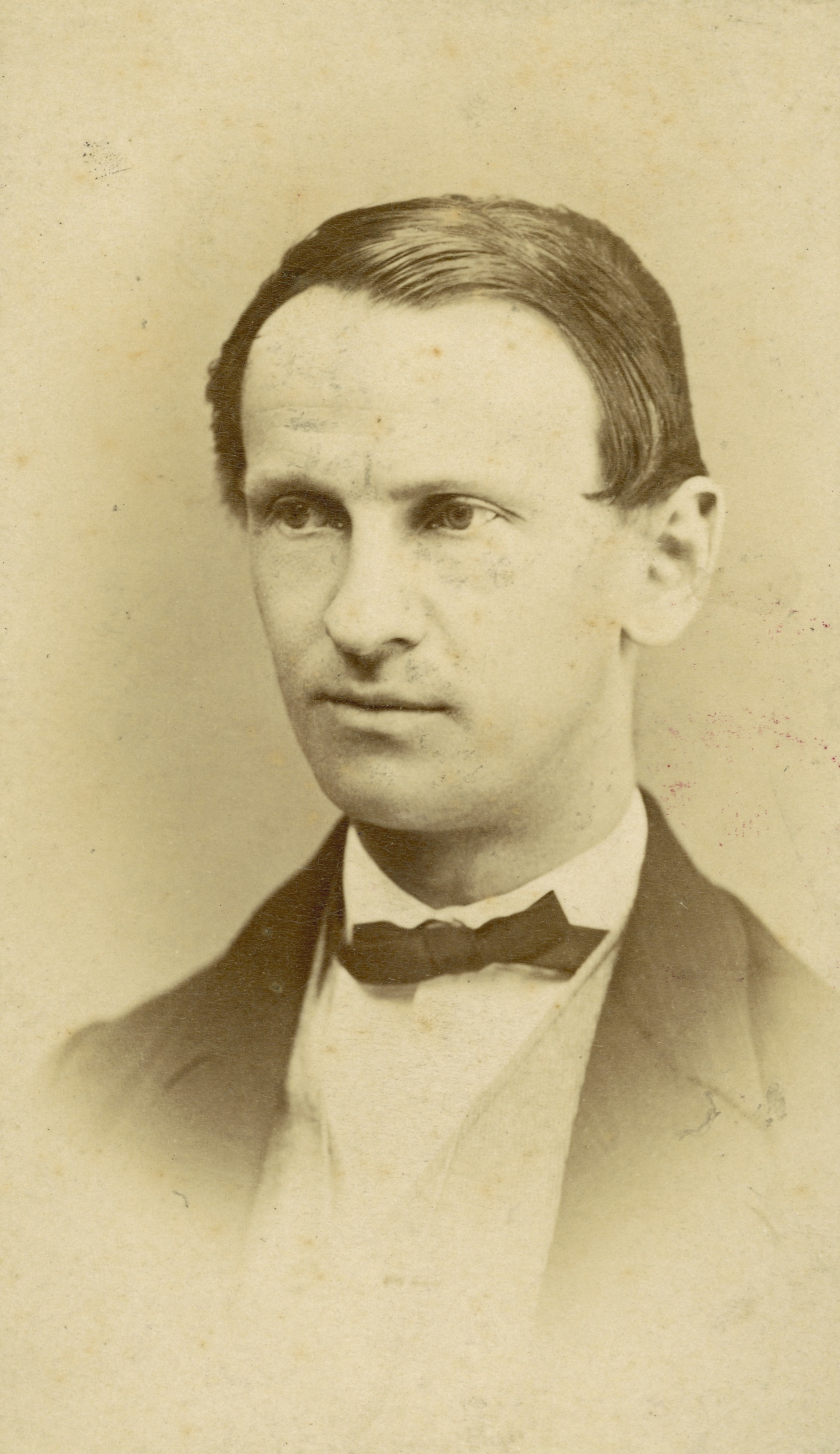
Wilhelm Fiedler

Otto Wilhelm Fiedler (* 3. April 1832 in Chemnitz; † 19. November 1912 in Zürich) war ein deutsch-schweizerischer Mathematiker, bekannt für seine Lehrbücher der Geometrie und seine Beiträge zur Darstellenden Geometrie.

## Leben
Fiedler war der Sohn eines Schuhmachermeisters. Er ging mit einem staatlichen Stipendium auf die höhere Gewerbeschule in Chemnitz und besuchte ab 1849 als Externer die Bergakademie Freiberg. 1852 wurde er Mathematiklehrer an der Werkmeisterschule in Freiberg und 1853 an der Gewerbeschule in Chemnitz. Er musste für seine verwitwete Mutter und seine Geschwister sorgen und bildete sich im Selbststudium fort, ohne eine Universität besucht zu haben. Er wurde 1858 an der Universität Leipzig bei August Ferdinand Möbius in Mathematik promoviert (Die Zentralprojektion als geometrische Wissenschaft).
Er machte sich einen Namen durch die von ihm bearbeitete Übersetzung der Lehrbücher der Analytischen, Projektiven und Algebraischen Geometrie von George Salmon (im 19. Jahrhundert in Deutschland bekannt als Salmon-Fiedler). Er war mit Salmon befreundet und studierte im Ruhestand dessen theologische Werke (Salmon wandte sich ab Mitte der 1860er Jahre ganz der Theologie zu).
1864 wurde er Professor für Darstellende Geometrie an der Technischen Hochschule Prag und 1867 Professor am Eidgenössischen Polytechnikum in Zürich (auf Vermittlung von Karl Culmann). 1907 emeritierte er.
Zu seinen Doktoranden zählen Marcel Grossmann und Emil Weyr. Hendrik de Vries war sein Assistent.
Er war Mitglied der Leopoldina (1889) und der Bayerischen Akademie der Wissenschaften (1906). Er erhielt 1884 den Steiner-Preis der Preußischen Akademie der Wissenschaften, und 1907 wurde er mit einem Ehrendoktorat der Technischen Hochschule Wien ausgezeichnet.

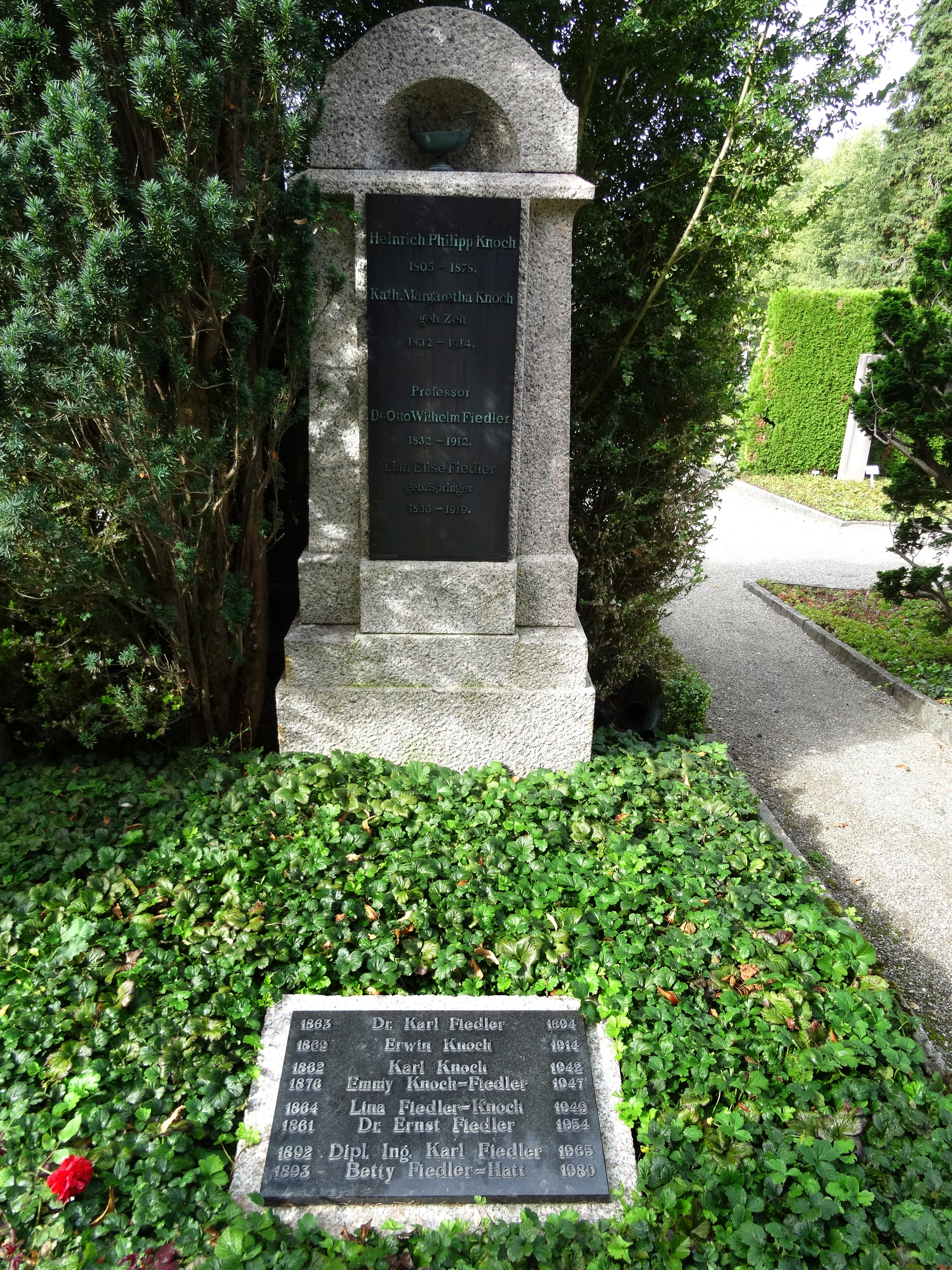
Grab, Friedhof Enzenbühl, Zürich

Er war ab 1860 mit Line Elise geb. Springer (1836–1919) verheiratet. 1875 wurde er in Zürich eingebürgert. Sein Sohn Ernst (1861–1954) war Mathematikprofessor und Rektor der Oberrealschule in Zürich. Sein Sohn Karl (1863–1894) war Privatdozent für Zoologie in Zürich. Wilhelm Fiedler fand seine letzte Ruhestätte auf dem Friedhof Enzenbühl in Zürich.

## Schriften
- mit George Salmon: Analytische Geometrie der Kegelschnitte mit besonderer Berücksichtigung der neueren Methoden, Teubner 1860, 2. Auflage 1866 (Digitalisat), 5. Auflage in 2 Teilen 1887/88 (Tl. 1, Tl. 2), 7. Auflage 1907
- Die Elemente der neueren Geometrie und die Algebra der binären Formen: Ein Beitrag zur Einführung in die Algebra der linearen Transformationen, Teubner 1862 (Digitalisat)
- mit George Salmon: Vorlesungen zur Einführung in die Algebra der linearen Transformationen, Teubner 1863, 3. Auflage 1878
- mit George Salmon: Analytische Geometrie des Raumes, 2 Bände, Teubner 1863, 1865, 4. Auflage, 1898
  - Band 1: Die Elemente der analytischen Geometrie des Raumes und die Theorie der Flächen zweiten Grades
  - Band 2: Analytische Geometrie der Curven im Raume und der algebraischen Flächen
- Die darstellende Geometrie in organischer Verbindung mit der Geometrie der Lage, Teubner 1871, 3. Auflage in drei Bänden 1883–1888
  - Band 1: Die Methoden der darstellenden und die Elemente der projectivischen Geometrie: für Vorlesungen und zum Selbststudium
  - Band 2: Die darstellende Geometrie der krummen Linien und Flächen
  - Band 3: Die constituirende und analytische Geometrie der Lage
- mit George Salmon: Analytische Geometrie der höheren ebenen Kurven, Teubner 1873, 2. Auflage 1882
- Cyklographie oder Construction der Aufgaben über Kreise und Kugeln und elementare Geometrie der Kreis- und Kugelsysteme, Teubner 1882 (Digitalisat)
- Meine Mitarbeit an der Reform der darstellenden Geometrie in neuerer Zeit. In: Jahresbericht der Deutschen Mathematiker-Vereinigung. Bd. 14 (1905), S. 493–503 (Digitalisat).